# 나흐어파
나흐어군(Nakh)은 러시아(체첸 공화국과 인구시 공화국)와 조지아에서 쓰이는 캅카스 언어의 언어군이다. 체첸어는 중동과 중앙아시아에서도 쓰인다.
나흐어군은 '북중캅카스어족'과 대등한 개념으로도 생각되었지만, 지금은 북동캅카스어족의 일부로 여겨진다. 이 언어들을 사용하는 민족계통을 바이나흐족이라 한다.

## 언어
- 바츠어 또는 바츠비어는 2,500명의 사용자가 있으며 조지아의 제모알바니 주에 사용자가 있다.
- 바이나흐어군(체첸-인구시어)
  - 체첸어 — 95만 명.
  - 인구시어 — 23만 명.

## 같이 보기
- 캅카스 제어
- 북동캅카스어족
- 북캅카스어족